# Amphoe Ta Phraya
Amphoe Ta Phraya (Thai: อำเภอ ตาพระยา) ist ein Landkreis (Amphoe – Verwaltungs-Distrikt) im Norden der Provinz Sa Kaeo. Die Provinz Sa Kaeo liegt in der Ostregion von Thailand an der Grenze zu Kambodscha, wird aber verwaltungstechnisch zu Zentralthailand gezählt.

## Geographie
Amphoe Ta Phraya wird von folgenden Amphoe begrenzt (vom Süden im Uhrzeigersinn aus gesehen): die Amphoe Khok Sung und Watthana Nakhon der Provinz Sa Kaeo sowie die Amphoe Non Din Daeng und Lahan Sai in der Provinz Buriram. Nach Osten liegt die Provinz Banteay Meanchey von Kambodscha.

## Geschichte
Das Gebiet von Ta Phraya war früher von dichtem Dschungel bestanden. Er gehörte seinerzeit zum Amphoe Aranyaprathet. Später wurde der Wald zum Teil gerodet, um Platz für Äcker zu schaffen. Als die Siedlung der Bauern größer wurde, richtete die Regierung 1959 den „Zweigkreis“ (King Amphoe) Ta Phraya ein.
Ta Phraya wurde 1963 zum Amphoe heraufgestuft.

## Verwaltung

### Provinzverwaltung
Der Landkreis Ta Phraya ist in fünf Tambon („Unterbezirke“ oder „Gemeinden“) eingeteilt, die sich weiter in 64 Muban („Dörfer“) unterteilen.
| Nr. | Name       | Thai    | Muban | Einw.  |
| --- | ---------- | ------- | ----- | ------ |
| 01. | Ta Phraya  | ตาพระยา | 17    | 16.287 |
| 02. | Thap Sadet | ทัพเสด็จ  | 12    | 08.389 |
| 06. | Thap Rat   | ทัพราช   | 17    | 14.742 |
| 07. | Thap Thai  | ทัพไทย   | 12    | 08.367 |
| 09. | Kho Khlan  | โคคลาน  | 06    | 07.451 |

### Lokalverwaltung
Es gibt eine Kommune mit „Kleinstadt“-Status (Thesaban Tambon) im Landkreis:
- Ta Phraya (Thai: เทศบาลตำบลตาพระยา) bestehend aus Teilen des Tambon Ta Phraya.

Außerdem gibt es fünf „Tambon-Verwaltungsorganisationen“ (องค์การบริหารส่วนตำบล – Tambon Administrative Organizations, TAO)
- Ta Phraya (Thai: องค์การบริหารส่วนตำบลตาพระยา) bestehend aus Teilen des Tambon Ta Phraya.
- Thap Sadet (Thai: องค์การบริหารส่วนตำบลทัพเสด็จ) bestehend aus dem kompletten Tambon Thap Sadet.
- Thap Rat (Thai: องค์การบริหารส่วนตำบลทัพราช) bestehend aus dem kompletten Tambon Thap Rat.
- Thap Thai (Thai: องค์การบริหารส่วนตำบลทัพไทย) bestehend aus dem kompletten Tambon Thap Thai.
- Kho Khlan (Thai: องค์การบริหารส่วนตำบลโคคลาน) bestehend aus dem kompletten Tambon Kho Khlan.